# Michel Cullin
Michel Cullin, francoski akademski profesor in politik, * 17. september 1944, Pariz, † 3. marec 2020.
Cullin je bil „Maître de conférences“ (sl. »Vodja razprave«) na Univerzi v Nici in direktor oddelka za avstrijsko-francoske odnose na Diplomatski akademiji na Dunaju.

## Življenje
Študiral je na Diplomatski akademiji na Dunaju, kjer se je izkazal kot študent in absolvent. Po končanem študiju se je zaposlil kot francoski dopisnik za ÖRF, deloval pa je tudi kot raziskovalec. Na različnih univerzah je predaval kot lektor francoščine, glavni pomočnik (in kasneje tudi vodja razprave) pri temah o avstrijski civilizaciji, pomočnik za francoščino in končno na niški univerzi kot »Maître de conférences«. 
Poleg svojega dela kot docent in novinar je Cullin od študentskih časov uspešen tudi v politiki, med drugim je član mednarodnega sveta Avstrijske službe v tujini
Za svoje zasluge je prejel veliko odlikovanj. 

## Publikacije (v nemščini)
- Der Weg zum österreichischen Staatsvertrag. Paris 1966, A.C.A.A
- L’Autriche contemporaine (skupaj z Felixom Kreisslerjem). Paris 1972, A.Colin
- Les théories de la nation autrichienne. Paris 1977, A.C.A.A.
- Education civique et formation politique dans les échanges franco-allemands (zusammen mit Hans Nicklas). Paris/Bad Honnef 1980, DFJW
- Ein Gallier in Danubien: Erfahrungen eines Zwangsarbeiters unter dem NS-Regime (zusammen mit Robert Quintilla), 2006
- Douce France? Musik-Exil in Frankreich / Musiciens en Exil en France 1933-1945 (zusammen mit Primavera Driessen-Gruber). Wien/Böhlau, 2008